# Le Lesme
Le Lesme es una comuna nueva francesa situada en el departamento de Eure, de la región de Normandía.

## Historia
Fue creada el 1 de enero de 2016, en aplicación de una resolución del prefecto de Eure de 4 de diciembre de 2015 con la unión de las comunas de Guernanville y Sainte-Marguerite-de-l'Autel, pasando a estar el ayuntamiento en la antigua comuna de Sainte-Marguerite-de-l'Autel.

## Demografía
| Gráfica de evolución demográfica de Le Lesme entre 1800 y 2013 |
|                                                                |

Los datos entre 1800 y 2013 son el resultado de sumar los parciales de las dos comunas que forman la nueva comuna de Le Lesme, cuyos datos se han cogido de 1800 a 1999, para las comunas de Guernanville y Sainte-Marguerite-de-l'Autel de la página francesa EHESS/Cassini. Los demás datos se han cogido de la página del INSEE.

## Composición
| Comuna delegada              | Código INSEE | Población (2013) | Superficie (km²) | Densidad (hab./km²) |
| ---------------------------- | ------------ | ---------------- | ---------------- | ------------------- |
| Guernanville                 | 27303        | 98               | 3.23             | 30                  |
| Sainte-Marguerite-de-l'Autel | 27565        | 556              | 23.27            | 24                  |